# André Utter
André Utter est un peintre français, né le 20 mars 1886 à Paris où il est mort le 7 février 1948.
Il a été le second mari de Suzanne Valadon et le beau-père de Maurice Utrillo le temps de cette union.

## Biographie

### Enfance à Montmartre
André Utter naît le 20 mars 1886 dans le 18e arrondissement de Paris de parents d'origine alsacienne, son père est  plombier-zingueur. Il est un ami d'enfance d'Edmond Heuzé, fils d’un artisan tailleur, tous deux grandis dans le quartier de Montmartre.
Il rencontre et se lie avec Maurice Utrillo né dans le quartier en 1883, et qui a trois ans de plus que lui.

### Compagnon et mari de Suzanne Valadon

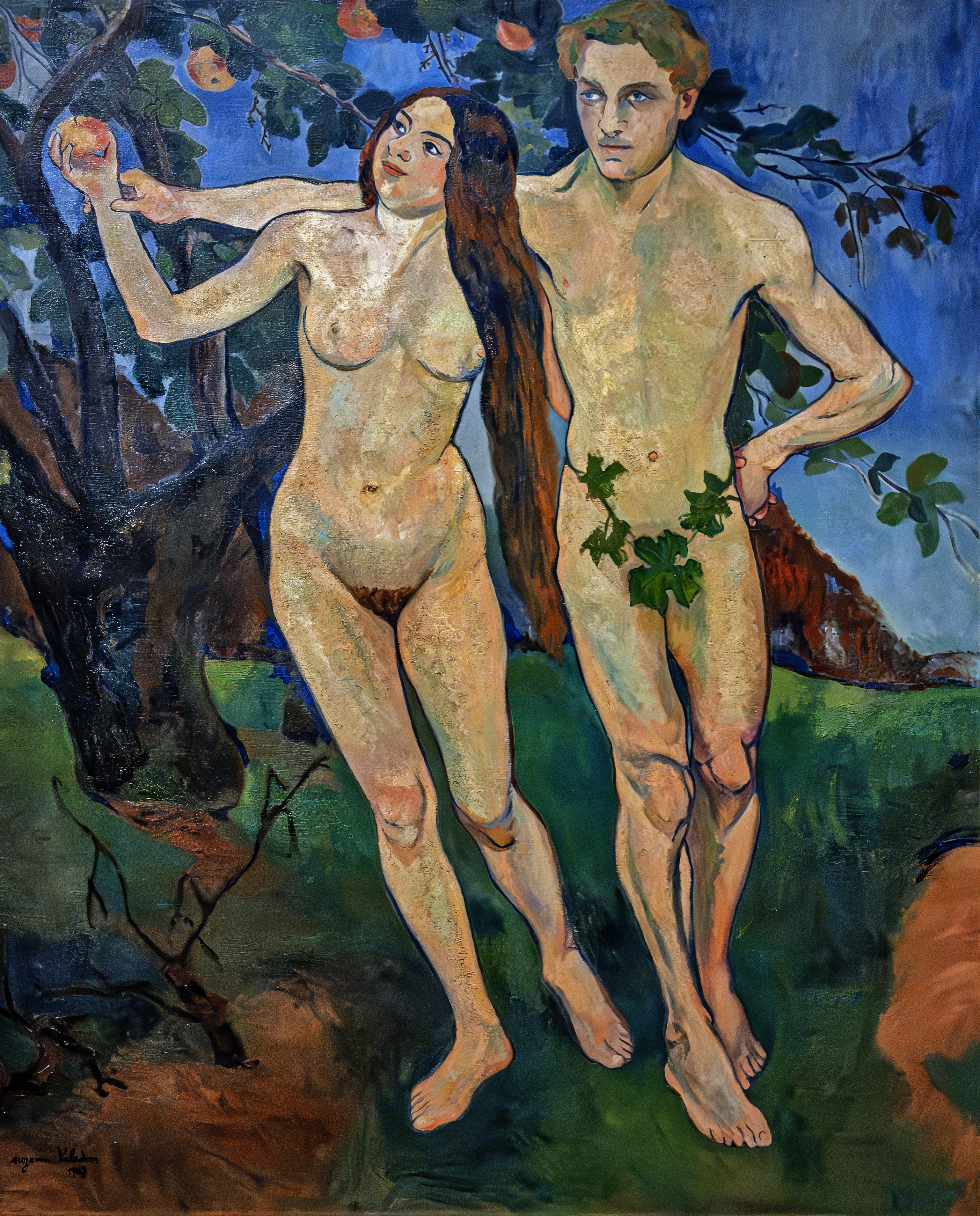
Adam et Eve (1909)

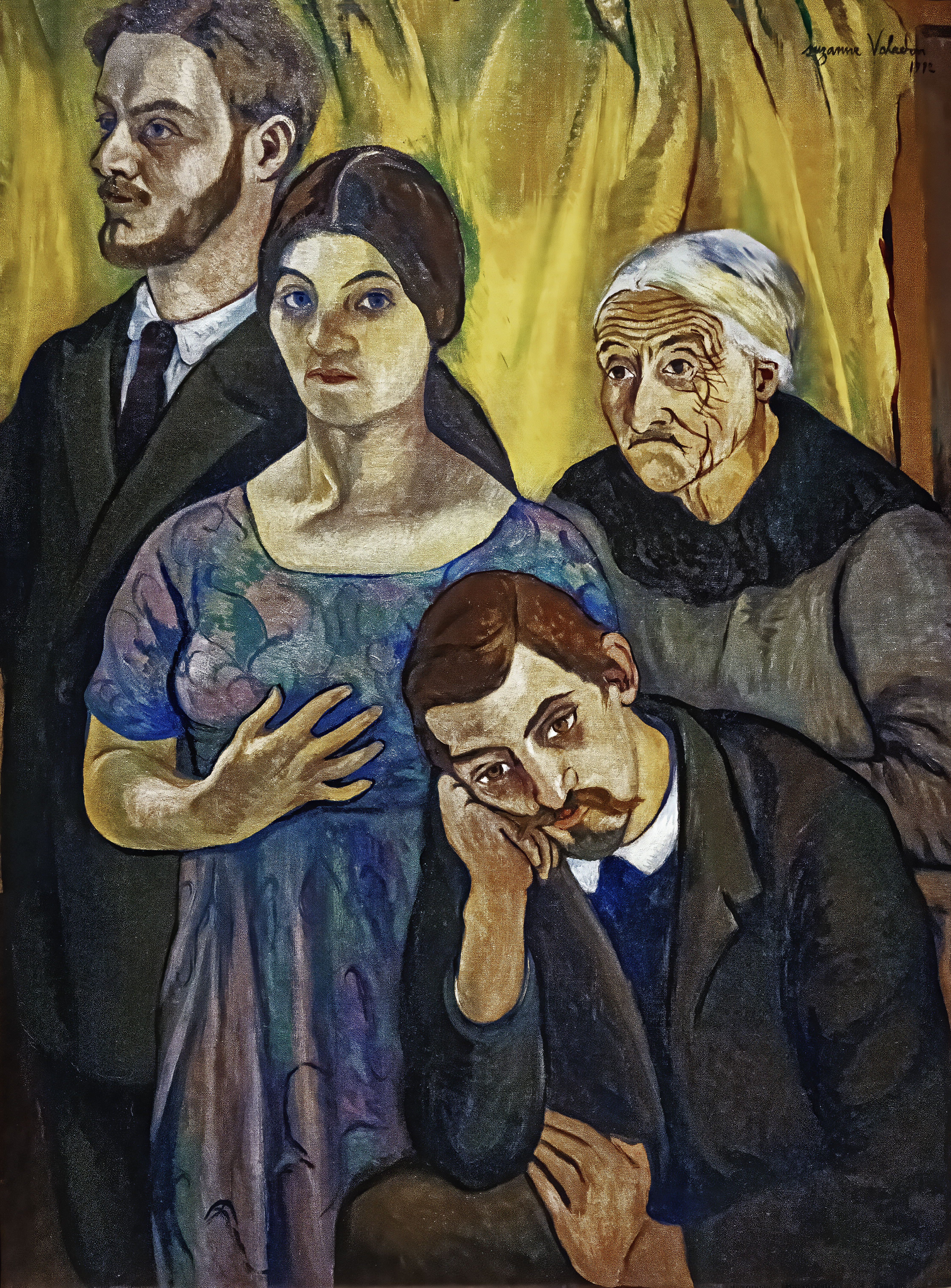
Portrait de famille par Suzanne Valadon

En 1909, André Utter, que son ami Edmond Heuzé décrit comme « d'une grande beauté avec sa tignasse blonde, ses yeux bleus et son teint vif », est électricien à la sous-station de l'avenue Trudaine. Il rencontre Suzanne Valadon, la mère de Maurice Utrillo, de vingt-et-un ans son aînée. Elle lui demande alors de poser pour son tableau Adam et Ève, où elle se représente elle-même sous les traits dénudés d'Ève. Ils deviennent amants au grand dam de Maurice et Suzanne Valadon divorce en 1910 de Paul Moussis, après treize ans de mariage.
En 1911 André Utter, Suzanne Valadon, accompagnée de sa mère Madeleine Valadon et d’Utrillo s'installent au 12 rue Cortot.
En 1914, avant son départ à la guerre, André Utter épouse Suzanne Valadon.
Le couple gère la carrière de Maurice Utrillo et de Valadon elle-même. Utter est l'homme d'affaires au sein de la « Trinité Maudite », dénomination qui est reprise pour décrire le trio par Robert Beachboard.
André Utter achète en 1923 le château de Saint-Bernard, une bâtisse en ruines sur les bords de Saône en Dombes (dépt de l'Ain), qui devient le quartier général du trio hors de Montmartre, chacun des membres du trio disposant d'un atelier.

### Peintre
Initié à la peinture par Suzanne Valadon, André Utter est, comme elle, autodidacte. Il peint notamment une Nature morte à la pipe, faite de collages, datée de 1909, un Autoportrait en masque antique (1909, Sannois, musée Utrillo-Valadon), et un Portrait de Maurice Utrillo, une huile sur carton de 1910 (Paris, musée national d'Art moderne). Il réalise aussi à partir de 1910 de nombreuses peintures de paysage, et notamment de la rue Cortot où se situe son atelier. Il réalise en 1925 un portrait de Maurice Utrillo remarqué. Par la suite son œuvre comportera essentiellement des portraits et des natures mortes. C'est aussi en 1925 qu'il illustre le Théâtre à lire d’Oscar Wilde. Inspiré par le cubisme, son œuvre prend une tonalité plus douce après la Première Guerre mondiale.
À partir de 1933, les relations entre Utter et Valadon se tendent, Valadon part vivre avec son fils avenue Junot, Utter reste rue Cortot.
En 1935, poussé par sa mère, Utrillo épouse Lucie Valore, veuve du banquier Belge Robert Pauwels, qui a cinq ans de plus que lui. Suzanne Valadon meurt en 1938, laissant la gestion de l’œuvre de Maurice Utrillo entre les mains de Lucie Valore et d’André Utter.
Sortant du Lapin Agile, Utter prend froid et meurt d’une pneumonie à 62 ans, le 7 février 1948. Il repose avec Suzanne Valadon au cimetière parisien de Saint-Ouen. Ses traits nous sont restitués dans les tableaux de Valadon et par un portrait dessiné par Georges Kars en 1924, conservé à Paris au musée national d'Art moderne.

## Expositions
- Valadon, Utrillo, Utter à Saint-Bernard : Villefranche-sur-Saône (France), musée Paul-Dini, Villefranche-sur-Saône, du 16 octobre 2011 au 12 février 2012.
- Valadon, Utrillo et Utter, l’atelier de Montmartre 12, rue Cortot : 1912-1926, Paris, musée de Montmartre, d'octobre 2015 à février 2016.
- Peintres de Montmartre : Gen Paul, André Utter, Edmond Heuzé, Lucien Genin, Suzanne Valadon, Maurice Utrillo, Pierrefitte, espace culturel Maurice-Utrillo, mai-juin 2019.

## Œuvres dans les collections publiques
- France
  - Albi, Musée Toulouse-Lautrec : Nature morte au tabouret, huile sur toile
  - Brest, musée des Beaux-Arts : Coupe de fruits, 1911, huile sur papier[7].
  - Paris, musée national d'Art moderne : Portrait de Maurice Utrillo, 1910, huile sur carton.
  - Sannois, musée Utrillo-Valadon : Autoportrait, 1909.
  - Villefranche-sur-Saône, Musée Paul-Dini

- Suisse
  - Genève, Petit Palais : Suzanne Valadon se coiffant, 1913, huile sur toile, 116 × 61 cm.

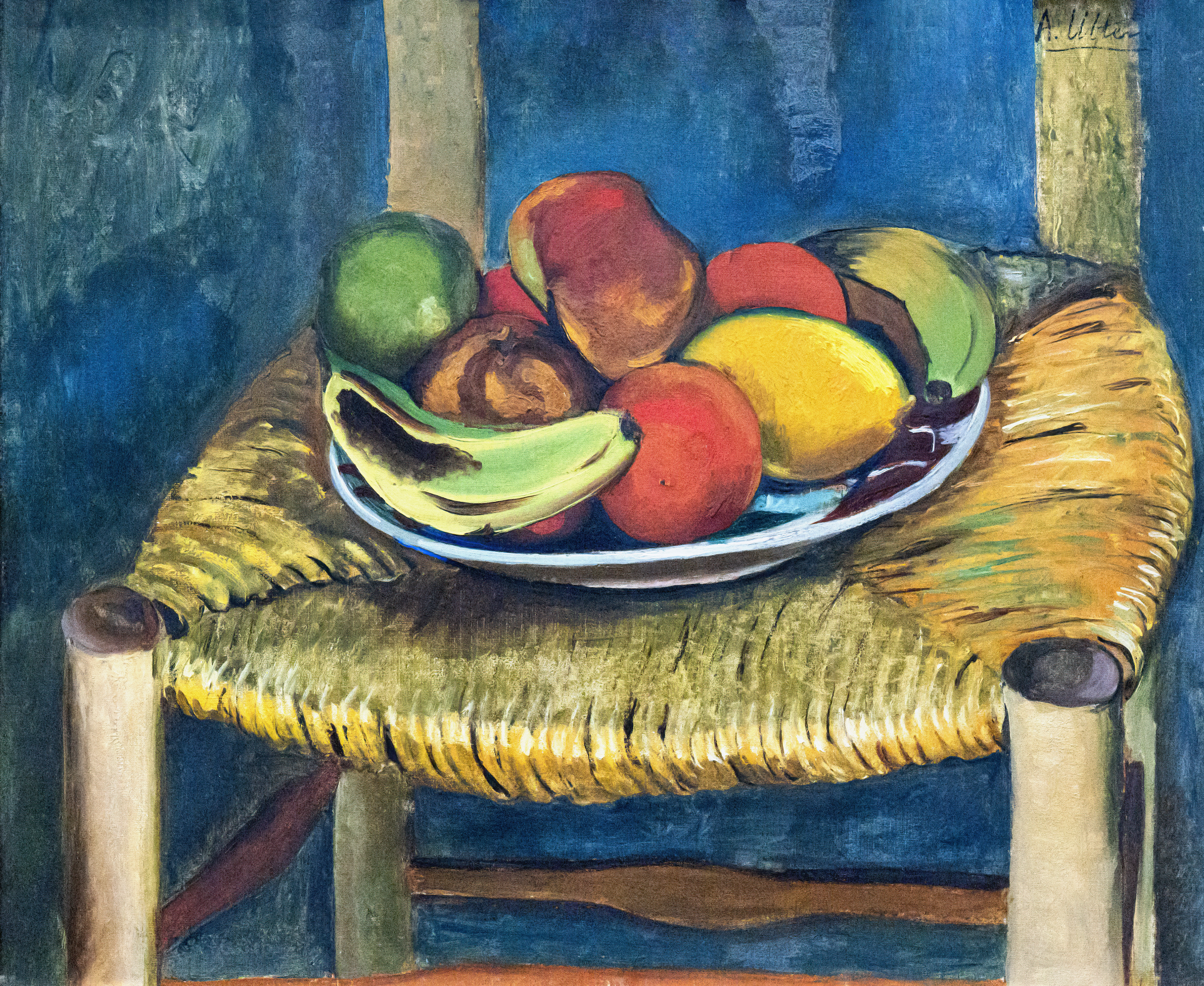
Nature morte au tabouret, Musée Toulouse-Lautrec Albi.
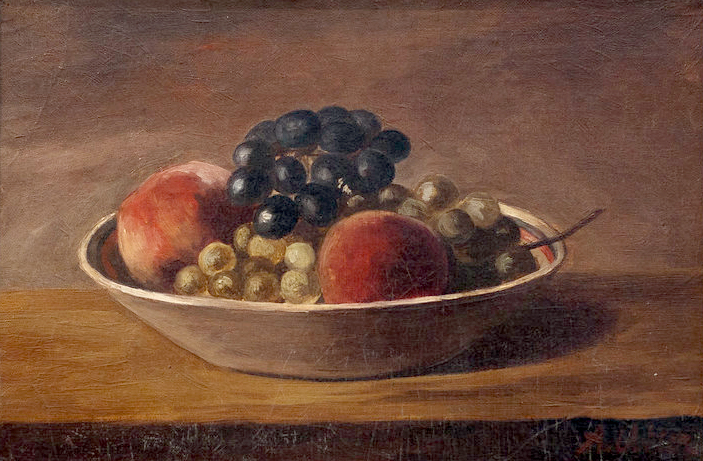
Coupe de fruits (1911), musée des Beaux-Arts de Brest.